# متسوطات
المتسوطات (الاسم العلمي:Callimastigaceae) هي فصيلة من الفطريات تتبع رتبة المتسوطيات من طائفة الأرومانية.

## الأجناس
- فصيلة المتسوطات
  - جنس المتسوطة
    - المتسوطة الصقلوبية
    - المتسوطة الجبهية